# TV Amazônia (Manaus)
TV Amazônia foi uma emissora de televisão brasileira sediada na cidade de Manaus, capital do Estado do Amazonas. A emissora era afiliada à Central Nacional de Televisão (CNT) e sintonizado no Canal 20 UHF.

## História
A TV Amazônia, na primeira fase, entrou no ar já nos Anos 1990. Há pouca ou nenhuma informação sobre os primeiros anos da emissora ou afiliações de redes, pois era umas das primeiras TVs UHFs do Amazonas e na Região Norte. Ficou ao ar até 2006, quando era afiliada à CNT.
Depois de dois anos fora do ar, na segunda fase, a emissora retornou no dia 6 de julho de 2008, mantendo-se com a CNT.
Em 2010, a TV Amazônia, por um erro na frequência do satélite, retransmitiu por 3 dias, o sinal da TV Serra Dourada, emissora afiliada do SBT em Goiânia, Goiás, com que fez aqui a emissora de Silvio Santos tivesse 2 sinais do SBT em Manaus por 72 horas, por razão de ter a TV Em Tempo, emissora afiliada do SBT em Manaus, nos horários nobres, a população Manauara assistiu a programação 1 hora mais cedo da TV Serra Dourada e na TV Em Tempo 1 hora mais tarde.
No dia 26 de setembro de 2011, a TV Amazônia foi vendida para novo grupo, a Rede Tiradentes de Radio e Televisão e à meia-noite do dia 27 de setembro (hora de Manaus), a emissora saiu do ar, e a partir de então, passa por testes de sinais e sons para futura TV Tiradentes.